# Morawa (prawy dopływ Dunaju)

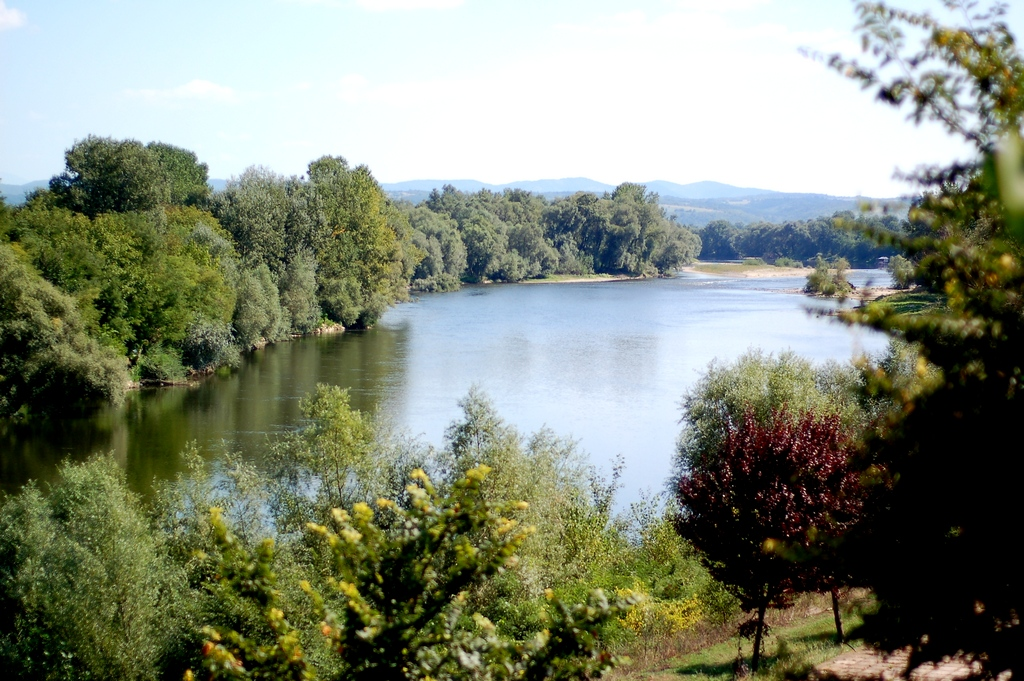
Wielka Morawa pod Varvarinem

Morawa, Wielka Morawa (serb.-chorw. Велика Морава, Velika Morava, łac. Margus) – rzeka w środkowej Serbii, prawy dopływ Dunaju. Długość – 185 km (493 km od źródeł Morawy Zachodniej), powierzchnia zlewni – 6126 km² (37 444 km² razem z Morawą Zachodnią i Południową), średni roczny przepływ u ujścia – 255 m³/s.
Morawa powstaje z połączenia dwóch dużych rzek: Morawy Zachodniej i Morawy Południowej koło miasta Stalać w środkowej Serbii. Stamtąd płynie na północ mocno meandrując. Dolina Morawy oddziela Góry Wschodnioserbskie na wschodzie od Gór Dynarskich na zachodzie. W połowie długości Morawa przełamuje się przez Wąwóz Bagrdański (Bagrdanska klisura). Uchodzi do Dunaju między wsiami Kulič i Dubravica. Przed ujściem oddziela się od niej zachodnie ramię Jezava (47 km długości), które uchodzi do Dunaju w Smederevie. Szerokość koryta rzeki wynosi 80 do 200 m, głębokość sięga 10 m. W wyniku powodzi rzeka często zmieniała bieg, pozostawiając bezodpływowe martwe ramiona – moravište. Morawa przyjmuje wiele krótkich dopływów, z których najdłuższe to Jasenica (L, 79 km), Resava (P, 65 km), Lugomir (L, 57 km), Resavica (P, 51 km), Ralja (wpada do Jezavy, 51 km).

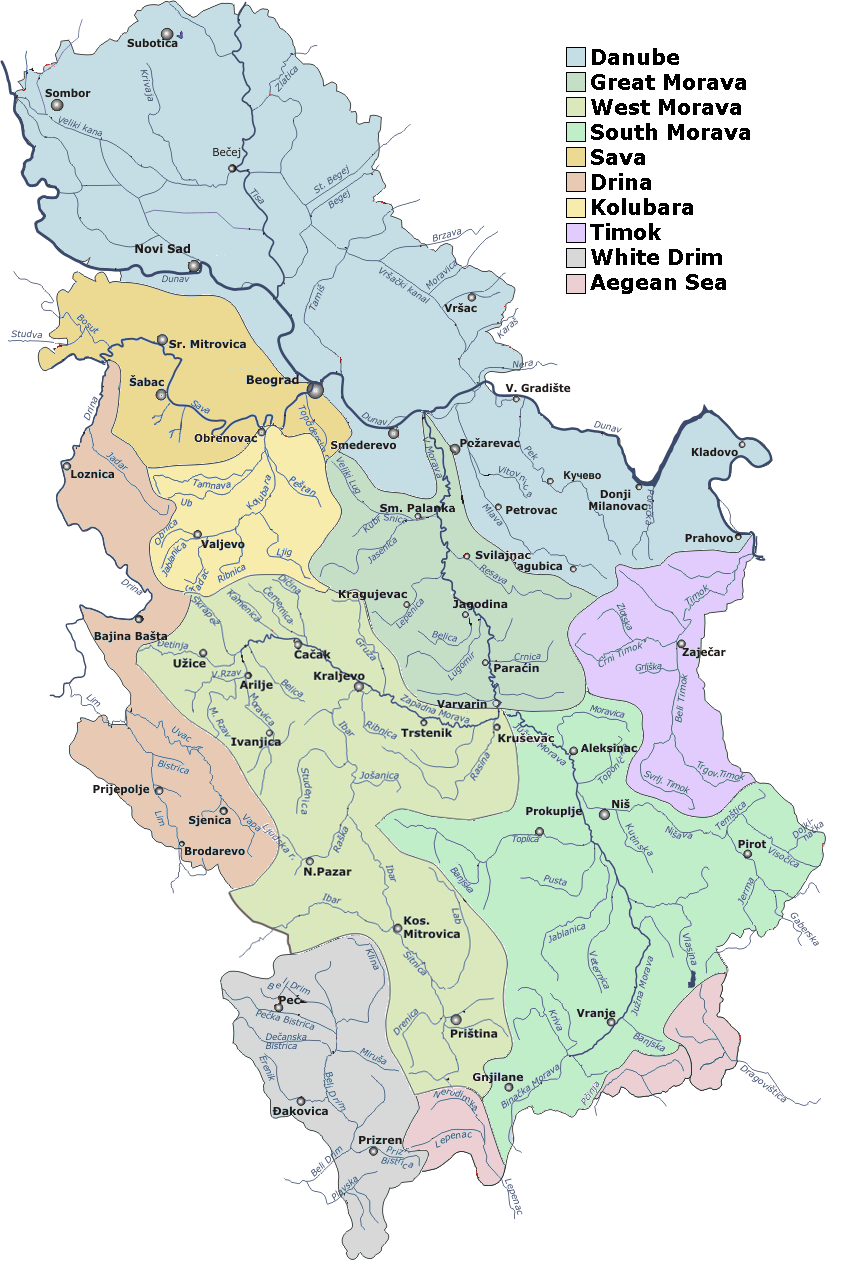
Podział hydrograficzny Serbii

Stopień zmeandrowania Morawy był jednym z najwyższych w Europie. Od jej początku do ujścia w linii prostej jest tylko 118 km, jednak nurt rzeki liczył aż 245 km. Wszystkie trzy Morawy uległy znacznemu skróceniu w wyniku sztucznego prostowania, jednak do dziś system rzeczny trzech Moraw pozostaje najdłuższy na Półwyspie Bałkańskim – ponad 550 km (Morawa z Morawą Zachodnią i jej najdłuższym dopływem Ibarem). Połączone zlewnie Morawy, Morawy Zachodniej i Południowej liczą obejmują 42,38% obszaru Serbii oraz niewielki obszar Bułgarii i skrawek Macedonii.
Morawa stanowi najważniejszą oś osadniczą i komunikacyjną środkowej Serbii. Wzdłuż całej jej doliny biegną autostrada i linia kolejowa łączące dwa największe miasta kraju – Belgrad i Nisz, stanowiące część połączenia komunikacyjnego Zachodniej Europy z Bliskim Wschodem. Dolina Morawy – Pomoravlje – stanowi najbardziej urodzajny i najgęściej zaludniony teren tego państwa. Była to także kolebka nowożytnej serbskiej państwowości. Jednakże, ze względu na częste powodzie i zmienność biegu rzeki, osiedla ludzkie sytuowały się w pewnym oddaleniu od niej. Tak są położone Paraćin, Jagodina, Batočina, Lapovo, Svilajnac, Velika Plana, Požarevac i Smederevo. Tylko Ćuprija leży na samym brzegu Morawy.
Powodzie w basenie Morawy są obecnie regularne i obfite. Basen ten obejmuje przeważnie tereny górskie, a jeszcze w czasach historycznych był niemal w całości zalesiony. Po wycięciu lasów wahania poziomu wody Moraw i ich dopływów oraz erozja ich koryt nabrały katastrofalnego rozmiaru. Wiele rzek, niosących w ciągu roku bardzo niewiele wody, wylewa podczas wiosennych deszczów, a wyże te kumulują się w powodzie na głównych rzekach. Oprócz tego górskie rzeki, szczególnie Morawa Południowa, niezwykle szybko niszczą swoje koryta, znosząc masy osadów do Morawy, co prowadzi do jej spłycenia i wyniesienia łożyska rzeki ponad dno doliny.
W 1966 w basenie trzech Moraw rozpoczęto wielkie prace melioracyjne, zmierzające do zapobieżenia powodziom i do ponownego umożliwienia żeglugi na całej Morawie – od ujścia do początku (niegdyś rzeka ta była żeglowna na około 3/4 długości – do miasta Ćuprija). Zalesiono spore tereny, zbudowano kilkanaście zbiorników retencyjnych i wyprostowano rzeki poprzez przekopanie meandrów – Morawę z 245 do 185 km (planowano do 152 km). Prace zostały przerwane pod koniec lat 80. XX wieku wskutek wewnętrznego kryzysu Jugosławii. Powodzie pozostały częste mimo intensywnego pogłębiania Morawy, zaś żeglowny odcinek rzeki to 3 km u ujścia.
W 285 r. n.e. nad rzeką (noszącą wtedy rzymską nazwę Margus) miała miejsce bitwa w dolinie rzeki Morawy, w której starły się armie cesarzy Karinusa i Dioklecjana.